# Натан Фернандес
Натан Рібейро Фернандес (порт.-браз. Nathan Ribeiro Fernandes; нар. 16 лютого 2005, Кампус-дус-Гойтаказіс) — бразильський футболіст, вінгер клубу «Ботафогу».

## Біографія

### Клубна кар'єра
Натан Фернандеш народився в Кампус-дус-Гойтаказіс, штат Ріо-де-Жанейро, Бразилія. Вихованець клубу «Греміо», де його вважали одним із найперспективніших гравців клубу. Хоча ним цікавились європейські клуби, такі як амстердамський «Аякс», він підписав свій перший професійний контракт зі рідним клубом у лютому 2022 року.
Він зіграв свій перший матч на дорослому рівні 27 травня 2023 року в Серії А проти «Атлетіко Паранаенсе» (2:1), вийшовши на заміну замість Евертон Галдіно. 10 червня 2023 року він підписав новий контракт з «Греміо», цього разу до травня 2028 року. Він забив свій перший гол 26 жовтня 2023 року в матчі чемпіонату проти «Фламенго» (3:2). 23 квітня 2024 року Натан Фернандес забив свій перший гол у Кубку Лібертадорес у ворота аргентинської команди «Естудіантес Ла-Плата» (1:0). Загалом за два сезони він провів за рідний клуб 53 матчі, забивши 4 голив усіх турнірах.
14 лютого 2025 року Фернандес перейшов у «Ботафогу», підписавши п'ятирічний контракт.

### Виступи за збірну
2025 року із збірною Бразилією до 20 років став переможцем молодіжного чемпіонату Південної Америки, зігравши на турнірі 5 матчів.